# Trettachtal

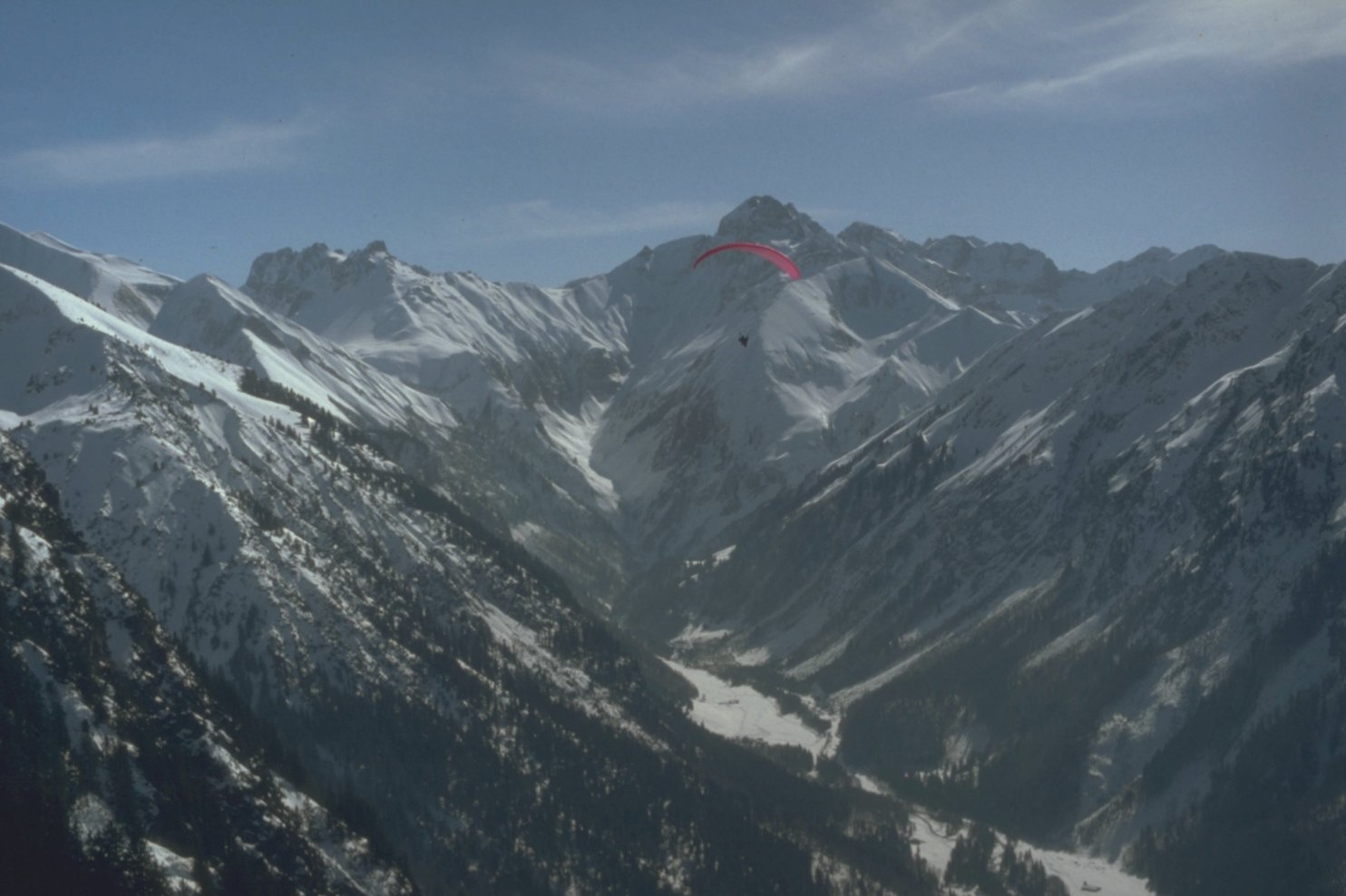
Trettachtal vom Vorderen Riffenkopf. Der Berg über dem Gleitschirm ist die Trettachspitze, der breite Felsberg im linken Bereich des Bildes ist der Kratzer

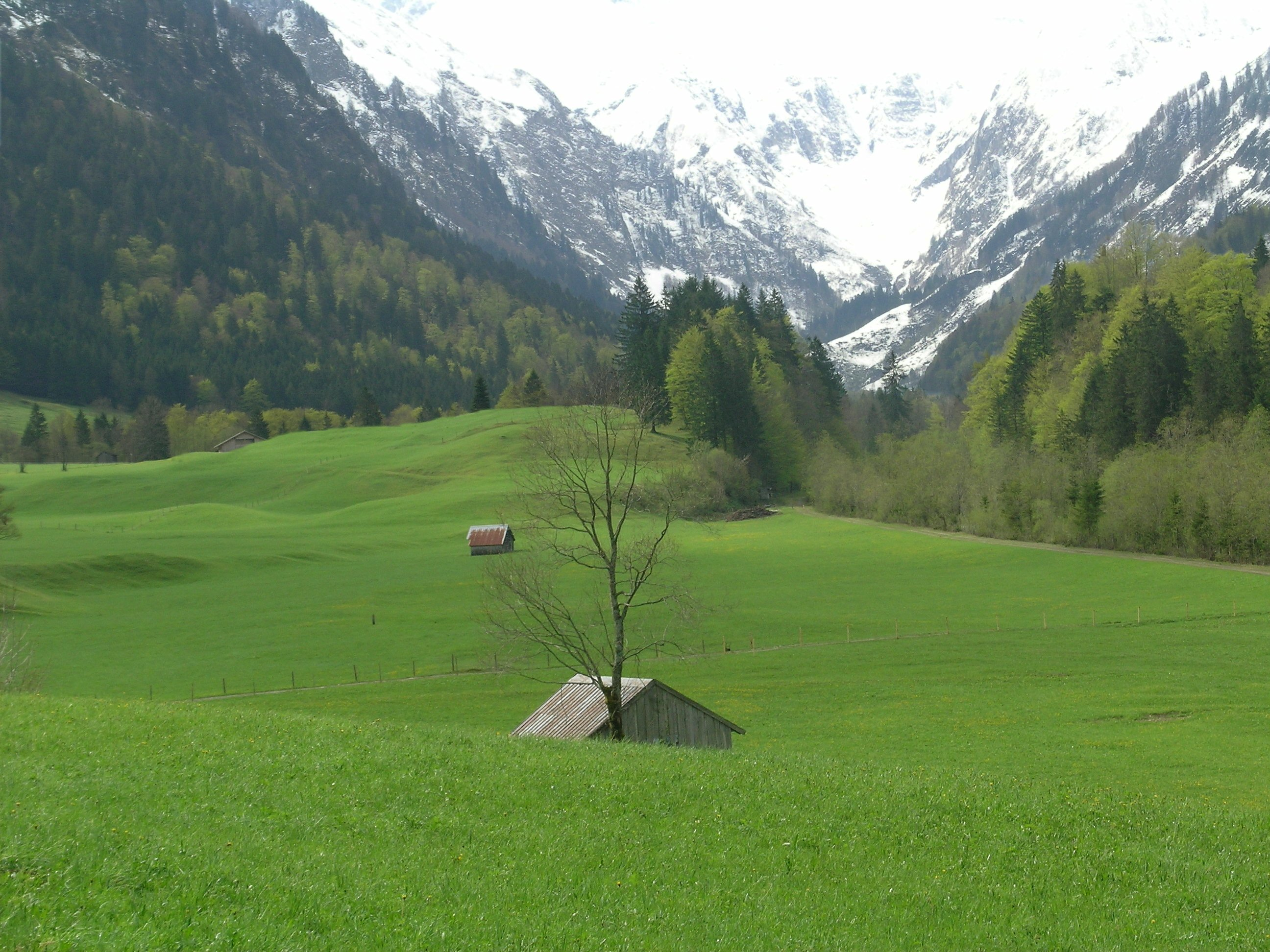
Das Trettachtal bei Dietersberg

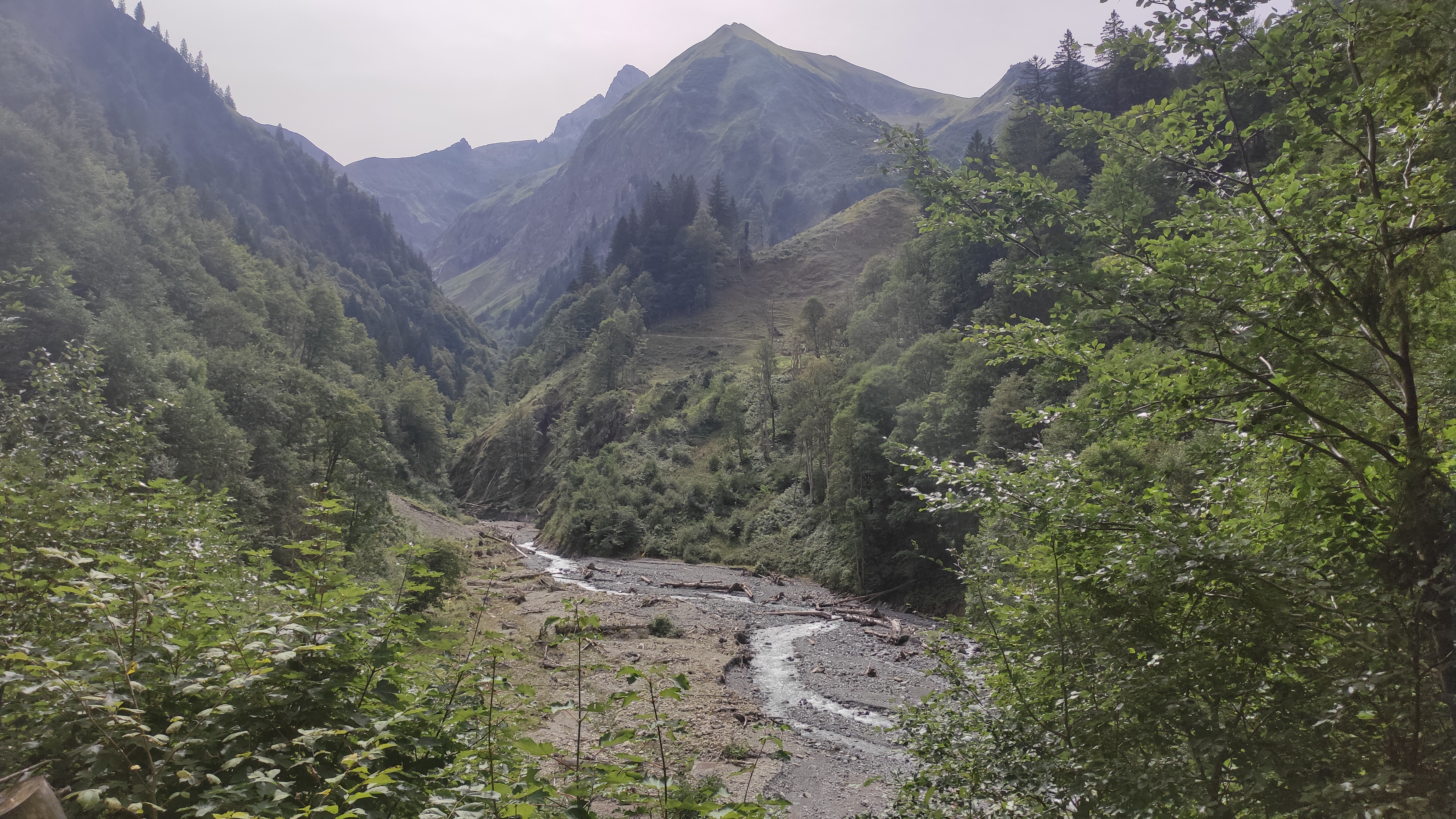
Trettachtal südlich von Spielmannsau bei der Talstation der Materialseilbahn zur Kemptner Hütte

Das Trettachtal (auch als Spielmannsauertal bekannt, nach der kleinen Siedlung Spielmannsau) liegt in den Allgäuer Alpen südlich von Oberstdorf. Es wird von westlicher Seite von den Bergen Trettachspitze, Wildengundkopf, Schmalhorn, Hinterer Wildgundkopf, Vorderer Wildgundkopf und Himmelschrofen und auf östlicher Seite von den Bergen Kratzer, Fürschießer, Kegelkopf, Riefenkopf, Schattenberg und Rubihorn eingerahmt. Im Süden befindet sich der Sperrbachtobel, entlang dem der Europäische Fernwanderweg E5 zur Kemptner Hütte hinaufführt. Die Trettach erhält vom Gletscherwasser der Trettachrinne und aus  den Seitentälern Traufbachtal und Dietersbachtal Zufluss, bevor sie das Tal zum Ursprung der Iller verlässt. Bis zur Siedlung Spielmannsau ist das Tal durch eine für den öffentlichen Verkehr gesperrte Straße erschlossen. Beliebte Ausflugsziele in diesem Tal sind der Christlessee und die Roßhefte Kapelle.